# Rhinoplastie

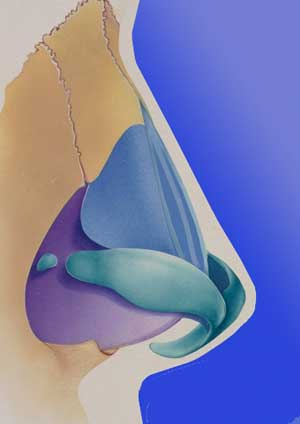
Schéma des os et des cartilages du nez qui seront modifiés lors d'une rhinoplastie

La rhinoplastie est une opération chirurgicale qui vise à modifier la structure du nez externe. Elle peut être reconstructrice, ou motivée par des problèmes fonctionnels ou par un souci esthétique.
La première rhinoplastie reconstructrice relatée en Occident est datée du XVe siècle sous les mains de Branca l'ancien et son fils Antonio Branca. Au siècle suivant, Gaspare Tagliacozzi devient le spécialiste des greffes nasales. Il est probable que leurs connaissances proviennent de manuscrits importés d'Asie, car en Inde ces techniques de reconstruction ont été décrites il y a 2000 ans par Sushrutaa. Les rhinoplasties esthétiques ont fait leur apparition au XIXe siècle.
L'opération peut aujourd'hui se dérouler sous anesthésie totale ou locale et peut durer d'une à deux heures.
On distingue principalement rhinoplastie ouverte ou rhinoplastie fermée, et techniques traditionnelles versus rhinoplastie par piézoélectricité.

## But
Le but d'une rhinoplastie est d'apporter une modification de la forme du nez, et d'obtenir un résultat naturel et harmonieux, mais aussi une fonction respiratoire satisfaisante.
Le but de l'intervention est donc, en travaillant sous la peau, de modifier la forme ou la position des os et des cartilages, qui constituent la charpente solide du nez et lui confèrent sa forme particulière, si différente d'un cas à l'autre. Cette charpente est doublée à l'intérieur par la muqueuse nasale. D'autres modifications peuvent concerner directement les ailes du nez, les tissus sous cutanés, etc.
La peau est plus ou moins épaisse, élastique et de qualité plus ou moins bonne selon chaque individu.
La correction se fait donc :
- en réduisant de façon appropriée et mesurée l'os et les cartilages, ce qui est le cas le plus fréquent ;
- mais aussi, le plus souvent, en remodelant les cartilages à l'aide de sutures, et en ajoutant des fragments de cartilage de façon que la peau se redrape grâce à son élasticité sur la nouvelle charpente ostéo-cartilagineuse que l'on a créée. (Ceci souligne l'importance extrême des qualités de la peau).

On parle de rhinoplastie primaire lorsqu'il s'agit d'une première opération, et de rhinoplastie secondaire lorsque le nez a déjà été opéré au moins une fois. On parle de rhinoseptoplastie lorsque les structures du nez et de la cloison nasale sont modifiées.

## Rhinoplastie reconstructrice
Elle est utilisée en cas d'atteintes au nez, résultant de traumatismes, d'ablation à la suite d'un cancer, ou de causes congénitales. Elle peut impliquer une intervention étendue aux zones adjacentes (lèvres, front, joues). Elle peut être nécessitée par une rhinoplastie cosmétique primaire mal aboutie.

## Rhinoplastie esthétique, méthode classique

### Patients concernés
Cette intervention peut être effectuée à partir de 16 ans, et en pratique dès lors que la croissance est terminée. Elle est destinée le plus souvent à corriger une bosse, un nez trop large, trop proéminent, une pointe trop ronde ou bulbeuse, ou bien qui manque de définition. Elle est également destinée aux nez asymétriques ou tordus, qu'il existe ou pas une déviation de la cloison nasale. Chez le sujet âgé, l'intervention peut être indiquée pour raccourcir un nez un peu long mais aussi pour créer un effet de rajeunissement qui n'est pas négligeable. Par ailleurs, les rhinoplasties fonctionnelles vont corriger des problèmes touchant la respiration nasale liés à la cloison nasale, aux cornets, aux valves nasales.

### Consultation
Lors de la consultation, le nez est étudié dans ses rapports avec les autres traits du visage, notamment le menton. On procède à un examen à l'intérieur des narines pour rechercher une anomalie au niveau de la muqueuse ou la cause d'une gêne respiratoire qui doit être corrigée dans le même temps opératoire. La réussite de l'opération dépend à la fois de la qualité de la peau et les cartilages, de la facilité à cicatriser, et des compétences du chirurgien.

### Opération
L'opération nécessite une hospitalisation de 12 à 24 heures :
- elle est pratiquée de préférence sous anesthésie générale mais elle peut aussi l'être sous neurolept analgésie, c’est-à-dire en présence d'un anesthésiste qui administre des drogues qui rendent le patient détendu (appelée également anesthésie vigile), somnolent mais non endormi ;
- les incisions sont faites à l'intérieur des narines et parfois au niveau de la columelle (en cas de voie ouverte). Des incisions externes sont parfois utilisées dans le cas d'ailes du nez épatées, mais elles sont pratiquement invisibles car cachées dans le pli de l'aile du nez ;
- les rectifications sont effectuées en s'aidant d'instruments qui écartent les narines et permettent de raccourcir un nez long, de réduire une bosse, de remodeler les cartilages pour changer la forme de la pointe, d'effectuer un rétrécissement d'un nez trop large ;
- une déviation de la cloison nasale doit toujours être corrigée dans le même temps opératoire ;
- dans de nombreux cas, on utilise des fragments de cartilages que l'on prélève généralement sur la cloison nasale, notamment pour augmenter certains nez, renforcer des cartilages trop faibles, corriger une gêne respiratoire : ces greffes ne sont jamais rejetées, et leur résorption est exceptionnelle.
- de plus en plus, on évite de retirer trop d'os et de cartilage (ce qui était la source de déformations esthétiques et d'altération de la respiration). On change la forme des cartilages à l'aide de sutures cartilagineuses.

Le pansement consiste en une attelle métallique ou en résine placée sur le nez pour une durée de 4 à 10 jours.

### Suites opératoires
Elles varient d'un patient à l'autre : gonflement, ecchymoses des paupières qui durent 3 à 10 jours. L'attelle nasale est enlevée le 6e jour, les fils qui sont résorbables tomberont tout seuls. En général, le nez peut être très présentable vers le 10-12e jour, même si un gonflement persiste durant deux, trois mois, plus rarement une année. Il convient de prendre certaines précautions, telles que :
- toute activité sportive relativement importante doit être évitée ;
- l’arrêt du tabac est fortement conseillé pour assurer une meilleure cicatrisation.

## Rhinoplastie esthétique par piézoélectricité ou ultrasonique
La technique de rhinoplastie ultrasonique, aussi appelée rhinoplastie par piézochirurgie est une évolution de la rhinoplastie traditionnelle.
Avec ce procédé de chirurgie piezo électrique, les instruments traditionnels (râpes, ostéotomes, marteaux par exemple) sont remplacés par des instruments utilisant des vibrations ultrasoniques.
La chirurgie par piézoélectricité est utilisée depuis 1988 en chirurgie maxillofaciale. La miniaturisation des pièces a permis une utilisation en otorhinolaryngologie  Son application aux rhinoplasties fait l'objet d'une première publication en 2007 par le Pr Massimo Robiony,. Il a ouvert la voie au développement de cette technologie en publiant la même année un autre article fondateur sur le sujet.
Pour les ostéotomies latérales, la technique par ultrasons présente des avantages en termes de douleurs post-opératoires et de complications associées,.Le patient peut retourner au travail après une semaine sans laisser voir qu'il a été opéré, sous réserve que l'opération se passe correctement, certains ratés pouvant être difficiles à réparer.